# Слонова кістка (колір)
Слонова кістка або айворі (англ. Ivory) — відтінок білого кольору, який нагадує слонову кістку, точніше зуби й бивні тварин (зокрема, слонів і моржів). Колір має незначний жовтий відтінок.
Перше зареєстроване використання слонової кістки як назви кольору датоване 1385 роком англійською мовою (англ. ivory).
Колір «слонової кістки» був включений як один з кольорів списку кольорів в X11, який сформували в 1987 році.

## Айворі в природі
Рослини
- Кольору слонової кістки в природі зустрічається рослина Cymbidium eburneum[en] родини орхідні.

Птахи
- В англійській мові колір слонової кістки (англ. ivory) використовується в назвах декількох птахів, для опису їхнього зовнішнього вигляду, зокрема, мартина білого, Artamus monachus, Pteroglossus azara, Xiphorhynchus flavigaster, дятла-кардинала великодзьобого і Pitta maxima.